# カミーリ・イスハコフ
カミーリ・シャミルヴィチ・イスハコフまたは、カミーリ・シャミーリ・ウギリ・イスハコフ（ロシア語: Камиль Шамильевич Исхаков、タタール語:Камил Шамил улы Исхаков、1949年2月8日 - ）は、ロシアの政治家。カザン出身のタタール人。
カザン工科大学およびカザン大学物理学部をそれぞれ卒業する。1980年代、カザン科学教育センターとカザン科学工業協会の会長を務めた。1989年から1991年までカザン市議会議長、1991年から2005年まで、カザン市議会人民代議員、同人民代議員大会議長、カザン市長を歴任する。
2005年11月14日コンスタンチン・プリコフスキーの後任として極東連邦管区大統領全権代表に任命される。極東全権代表在任中は、約5000億ルーブルの資金をもたらしたと評価される一方で、親族や友人を要職に就けた情実人事が横行したとの批判もあった。2007年10月3日全権代表を解任され、ドミトリー・コザク地域発展大臣の下、同省次官（極東・ザバイカル地域調整担当）に任命された。